# 索斯諾瓦 (佩列亞斯拉夫-赫梅利尼茨基區)
50°9′19″N 31°45′42″E / 50.15528°N 31.76167°E
索斯諾瓦（烏克蘭語：Соснова）是位於烏克蘭北部的村莊，由基辅州鲍里斯皮尔区的斯圖德尼基市鎮負責管轄。該村面積4.81平方公里，海拔高度119米，2001年人口829，人口密度每平方公里172.4人。